# Euproctis macnultyi
Euproctis macnultyi är en fjärilsart som beskrevs av Collenette 1960. Euproctis macnultyi ingår i släktet Euproctis och familjen tofsspinnare. Inga underarter finns listade i Catalogue of Life.